# 홀전자

홀전자를 가진 원소가 색칠되어 있는 주기율표

홀전자(영어: unpaired electron) 또는 짝없는 전자란 원자의 오비탈을 홀로 점유하는 전자를 말한다. 양자수 n, l, m에 의하여 특정되는 각각의 오비탈은 최대 두 개의 스핀이 각각 다른 전자를 수용할 수 있다. 화학 결합이든 비공유 전자 쌍이 든 전자쌍이 홀전자보다 에너지 측면에서 안정하므로 홀전자는 흔치 않은데, 이는 홀전자를 가지는 화학종은 일반적으로 반응성이 크기 때문이다. 유기화학에서 홀전자는 라디칼이 관여하는 반응을 설명할 때에만 등장하지만 홀전자는 화학 반응을 설명할 때에 아주 중요한 역할을 한다.
홀전자는 s 오비탈과 p 오비탈에서는 드물게 관찰된다. 왜냐하면 이때 홀전자는 원자가 p 오비탈 또는 sp, sp2, sp3 혼성 오비탈을 점유하는데 이 오비탈들은 방향성이 강하여 서로 겹쳐져 공유 결합이나 이합체를 형성하기 때문이다. 라디칼들은 이합체를 형성하거나 여러 라디칼의 전자가 비편재화되면 안정해질 수 있다. 하지만 d 오비탈과 f 오비탈을 점유하는 홀전자는 매우 흔하다. d 오비탈과 f 오비탈은 방향성이 작기 때문에 서로 비효율적으로 겹쳐지고 부피가 작아 이 오비탈들에 홀전자를 가지는 라디칼이 이합체를 형성하는 것은 일반적으로 비자발적이다.
홀전자를 가짐에도 불구하고 안정한 화학종도 존재한다. 예를 들어, 일산화질소 분자가 있다. 훈트의 규칙에 따르면 이때 홀전자의 스핀은 평행하게 배열하여 이와 같은 물질은 상자성을 띤다.
가장 안정한 홀전자는 란타넘족 원소들의 원자와 이온에서 발견된다. 완전히 채워지지 않은 이들 원소의 f 오비탈은 주변과 강하게 반응하지 않으므로 f 오비탈의 전자가 다른 물질의 전자와 쌍을 이루지 못하게 한다.
홀전자는 전자쌍과 달리 자기 쌍극자 모멘트를 가진다. 이는 전자 쌍의 경우 두 전자가 반대의 스핀을 가지므로 각각의 자기 쌍극자 모멘트가 상쇄되기 때문이다. 그러므로 홀전자를 가지는 화학종은 자기 쌍극자와 같이 행동하며 자기장에 반응한다. 즉, 홀전자를 가지는 원소만이 상자성, 강자성, 반강자성을 지니게 된다.